# Aliu Mahama

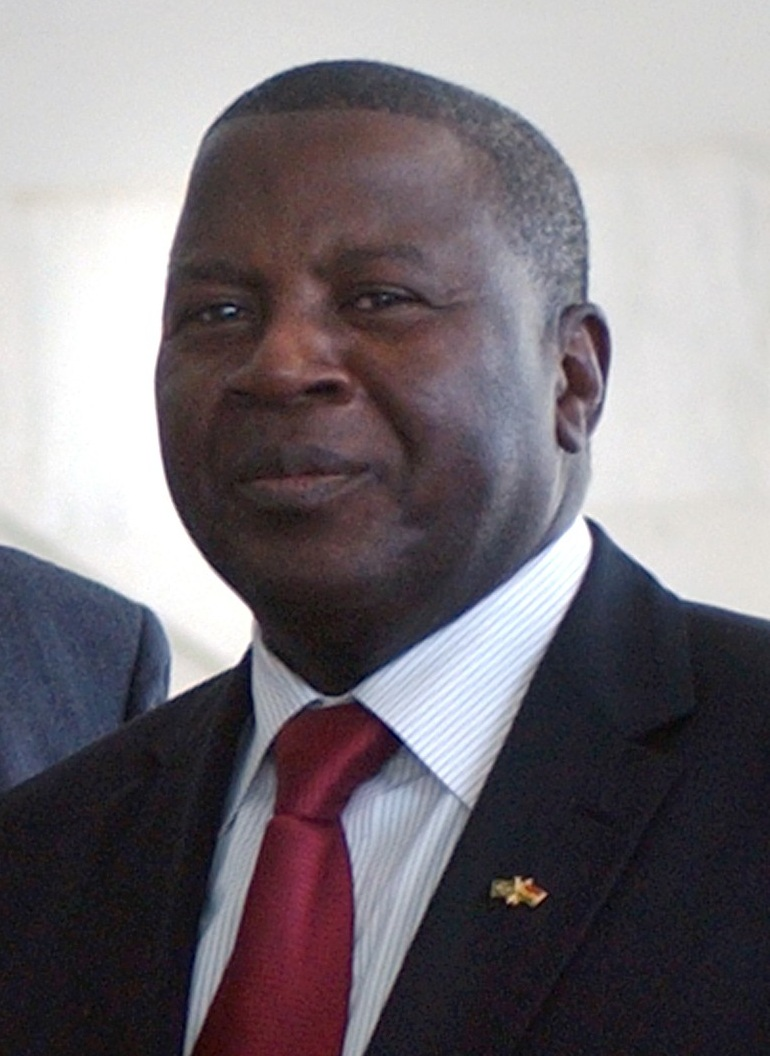
Aliu Mahama (2008)

Alhaji Aliu Mahama (* 3. März 1946 in Yendi, Northern Region; † 16. November 2012 in Accra) war ein ghanaischer Politiker (NPP). Zwischen 2001 und 2009 bekleidete Mahama unter Präsident John Agyekum Kufuor das Amt des Vizepräsidenten.

## Ausbildung
Mahama studierte an der Government Secondary School in Tamale zwischen 1960 und 67 und erzielte hier das Advanced Level Zertifikat. Nach seinem Abschluss schrieb er sich in die Kwame Nkrumah University of Science and Technology in Kumasi ein. Zwischen 1967 und 1971 arbeitete er an seinem Bachelor in Gebäudetechnologie (Building Technology).

## Karriere
Seine Karriere begann Alhaji Aliu Mahama im Regionalbüro in Bolgatanga einer staatlichen Baufirma (State Construction Corporation) als Ingenieur in den Jahren 1972–75. Er wurde zum Assistenten des Regionalmanagers und wurde in das Büro des Unternehmens in Koforidua versetzt (1975–1976). Im Juni 1976 wurde er selbst Regionalmanager der Northern Region in Tamale und behielt diesen Posten bis August 1982.
Im Jahr 1982 gründete er seine eigene Ingenieurs- und Konstruktionsfirma, die LIDRA Limited, in der er Geschäftsführer wurde. Im Jahr 1996 wurde er Vorsitzender der Vereinigung der Konstrukteure in der Northern Region bis zu den Wahlen zum Parlament im Jahr 2000.
Im Jahr 2001 wurde Mahama von Präsident Kufuor zum Vizepräsidenten für die Legislaturperiode 2001 bis 2004 ernannt. Nach den Wahlen im Jahr 2004 wurde Mahama erneut zum Vizepräsidenten für die laufende zweite und letzte Amtszeit von Präsident Kufuor.
Verschiedene lokale Positionen hatte Mahama ebenfalls inne. Unter ihnen war beispielsweise die Position als Berater im Yendi District Council im Jahr 1978 sowie die Wahl zum Ratsmitglied der Tamale Municipal Assembly, im Jahr 1990.
Mahama war Gründungsmitglied des Fußballvereins in Tamale, dem Real Tamale United Football Club.

## Familie, Verwandtschaft
Mahama war verheiratet mit Hajia Ramatu Aliu Mahama (* 15. Oktober 1951), einer Tochter von Imoru Egala, einem ehemaligen Außenminister Ghanas.